# 人生三阶段 (提香)
《人生三阶段》（意大利语：Le tre età dell'uomo）是意大利文艺复兴艺术大师提香的一幅布面油画，绘制于 1512 至 1514 年，高 90厘米，宽151 厘米，现藏于爱丁堡苏格兰国家美术馆。这幅画为提香最著名的作品之一，代表画家对生命周期的理解：右边的童年在嬉戏；左边的成年情侣在恋爱；而后方的老年临近死亡，正在凝视情人的头骨，似乎在忏悔。背景中的教堂在提醒救赎和永生。  
瓦萨里 认为这幅画被是提香 从费拉拉 回来后，在 法恩扎 为继父乔瓦尼·迪·博洛尼亚所 画，绘制于1515 年。评论家们认为年代更早一些，右边的三个睡觉的小娃娃显然模仿了罗曼尼诺的圆画 ，绘制于1513 年。
1798 年，第三代布里奇沃特公爵弗朗西斯·埃格顿  从奥尔良公爵手中收购了大部分藏品，他的后代后来将其全部藏品存放在苏格兰国家美术馆。 